# Zelandobates tornus
Zelandobates tornus är en kvalsterart som beskrevs av Cook 1983. Zelandobates tornus ingår i släktet Zelandobates och familjen Hygrobatidae. Inga underarter finns listade i Catalogue of Life.